# Kyle Collinsworth
Pour les articles homonymes, voir Collinsworth.
Kyle Collinsworth, né le 3 octobre 1991 à Provo, Utah, est un joueur américain de basket-ball. Il évolue au poste de meneur.

## Biographie

### Carrière universitaire
Durant sa première année universitaire, l'année de freshman, Collinsworth a des moyennes de 5,8 points, 5,1 rebonds, 2,1 passes décisives et 1,1 interception en tirant à 48,1% aux tirs, 25,9% aux tirs à trois points et 56,8% aux lancers-francs. Ses records de la saison sont 16 points, 15 rebonds, 6 passes décisives, 4 interceptions et 3 contres et termine avec un double-double. Il prend 15 rebonds contre Florida lors du tournoi NCAA. Après sa première saison, il décide de partir en mission LDS deux ans en Russie.
Au retour de sa mission, il parvient à revenir à l'université de BYU où il est nommé capitaine de l'équipe pour la saison 2013-2014. Pour sa deuxième année, la saison de sophomore, il a des moyennes de 14,0 points, 8,1 rebonds, 4,6 passes décisives et 1,7 interception et réalise 7 double-doubles. Il est classé second de la West Coast Conference au rebond (83e du pays), troisième en interceptions (89e du pays), et troisième en passes décisives (60e du pays). Il est l'un des quatre joueurs dans le pays à être classé dans le Top 100 des meilleurs passeurs et intercepteurs. Collinsworth est nommé dans le meilleur cinq majeur de la All-WCC Team, la WCC All-Tournament Team, et la CollegeSportsMadness.com All-WCC Third Team.
Durant sa troisième année, son année de junior, il a des moyennes de 13,5 points, 8,7 rebonds, 5,9 passes décisives et réalise six triple-doubles sur la saison. Il égale le record du nombre de triple-double sur une saison en NCAA.
Le 1er février 2016, Collinsworth fait partie des dix finalistes pour prétendre au titre Bob Cousy du meilleur meneur de l'année. Avec un triple-double contre UAB, il porte son total à douze durant sa carrière universitaire. Il mène son équipe jusqu'au NIT final four.

### Carrière professionnelle
Le 23 juin 2016, lors de la draft 2016 de la NBA, automatiquement éligible, il n'est pas sélectionné.
Il participe à la NBA Summer League 2016 avec les Mavericks de Dallas.
Le 21 juillet 2016, il signe un contrat de trois ans avec l'équipe texane.

## Statistiques

### Universitaires
Les statistiques en matchs universitaires de Kyle Collinsworth sont les suivantes :
| Saison    | Équipe        | Matchs | Titul. | Min./m | % Tir | % 3pts | % LF | Rbds/m. | Pass/m. | Int/m. | Ctr/m. | Pts/m. |
| --------- | ------------- | ------ | ------ | ------ | ----- | ------ | ---- | ------- | ------- | ------ | ------ | ------ |
| 2010-2011 | Brigham Young | 36     | 28     | 25,7   | 48,1  | 22,2   | 56,8 | 5,08    | 2,08    | 1,08   | 0,44   | 5,81   |
| 2013-2014 | Brigham Young | 34     | 34     | 33,4   | 49,7  | 36,4   | 57,6 | 8,09    | 4,59    | 1,68   | 0,44   | 13,97  |
| 2014-2015 | Brigham Young | 33     | 33     | 30,9   | 47,2  | 28,6   | 73,6 | 8,67    | 5,97    | 1,79   | 0,33   | 13,82  |
| 2015-2016 | Brigham Young | 37     | 36     | 33,8   | 46,4  | 24,3   | 65,2 | 8,19    | 7,43    | 2,00   | 0,54   | 15,32  |
| Total     |               | 140    | 131    | 30,9   | 47,7  | 27,1   | 64,2 | 7,48    | 5,02    | 1,64   | 0,44   | 12,19  |

## Palmarès
- WCC Player of the Year (2016)
- 3× First-team All-WCC (2014–2016)
- 2× AP honorable mention All-American (2015, 2016)
- Utah Mr. Basketball (2010)

## Vie privée
Collinsworth a servi de missionnaire pour l'Église de Jésus-Christ des Saints des Derniers Jours pendant deux ans (2011-2012) en Russien entre sa première et sa deuxième année universitaire.
Il est marié à Shea Martinez-Collinsworth, une coureuse cycliste sur piste américain du 800m  dans l'équipe de BYU. Son frère aîné, Chris, a également joué pour l'université de BYU mais sa carrière a été écourtée en raison de blessures.